# びっくり五十三次
『びっくり五十三次』（びっくりごじゅうさんつぎ）は1954年8月11日公開の日本のコメディ映画。松竹京都製作、モノクロ、スタンダード、95分。

## あらすじ
旅鴉のお釈迦の金太郎（実家がお寺）は、十年振りに故郷へ帰る途中、駕籠やの連中の暴力に困っている娘と婆さんを助ける。話を聞くと、実は悪いのは手癖の悪い婆さんの方。相手は財布をすられてカンカン。なにしろこの婆さん昔は「妲己のお百」と呼ばれた、街道筋では有名な掏摸の大姉御というから、金太郎はびっくりするやら呆れるやら。口が達者でちょっと元気すぎる娘の名はお夏。とにかく旅は道連れということで三人同行することに。三十石船ではお夏がみんなの前で唄を披露すれば、金太郎は投げ銭集め。客同士で手慰みやってるからとお夏が誘うが、故郷に帰って母親と妹に会うまでは、いくら一本差しが看板でも喧嘩も博奕も、ついでに女も封印中の金太郎は気が進まない。ところがツボを振っている森の石松と金太郎は旧知の仲。それじゃあとやったはいいが、御機嫌の石松のお金（次郎長の女房・お蝶の香典も含む）をみんな巻き上げてしまう格好になり、金太郎はやや気まずくなる。お夏の母親が営む金谷の宿の旅籠「ひょうたんや」に逗留。この旅籠、心中事件で有名な「お染久松」も駆け落ちの途中で泊まるくらい繁盛。金太郎はお夏の姉のお万とはお互い気が合うのだが、長雨がたたり川留めによる長逗留で、動きが取れない焦りから積極的な関係になれない。実はお万は駿河屋のこんにゃく旦那から岡惚れされていて、この男の後ろ立てが浜千鳥の文吉なので、いやと言えず迷惑をしている。そこで金太郎は浜千鳥の文吉のところへ草鞋を脱いでいる石松に、お万とこんにゃく旦那の関係を潰してくれるよう頼む。その話を浜千鳥の文吉にする際、調子に乗った石松は金太郎から返してもらった小判をみんなに見せびらかすが、その席に都田の吉兵衛がいたことから、石松は後に閻魔堂で命を落とすことになる。川留めが解除になり、いよいよ故郷へ向かう金太郎に同行者が現れる。以前、喧嘩を売ってきた浜千鳥の用心棒で、名前は強そうな荒木又兵衛。サムライとしては頼りないが人は良さそうで金太郎とは知り合いになる。又兵衛は親分から預かった果たし状を持って、次郎長一家へ使いに行くと言う。桶屋の鬼吉みたいに棺桶を背負わされている姿を見て、この男は自分の立場が分かっているのか不安になり付いていくことに。次郎長から石松が騙されて殺されたことを知った金太郎は激怒し、都田は次郎長一家に任せて折り返して金谷へ。そして石松の仇討ちとばかりに、浜千鳥に単身乗り込み文吉を成敗。といっても全員峰打ち、髷を落とした文吉には石松の霊を厚く弔うよう言い渡す。再び故郷へ向かい母親の死と妹が行方知らずであることを知らされる。傷心を抱いた金太郎は、もはや心の拠り所とも言うべき「ひょうたんや」へ帰りそのことを報告する。妹探しの旅へ出ようか迷う金太郎を慰めようと、実の妹のふりをしたり、姉のお万と一緒になってホントの兄になってくれとおねだりするお夏。晴れて金太郎とお万は夫婦になり妹を探す旅へ。はたして妹はみつかるかどうか？

## スタッフ
- 製作：高木貢一
- 監督：野村芳太郎
- 脚本：椎名利夫・津路嘉郎・永江勇
- 撮影：服部幹雄
- 照明：村田政雄
- 録音：森沢伍一
- 美術：桑野春英
- 音楽：木下忠司
主題歌：「五十三次待ったなし」作詞：西條八十 作曲：上原げんと 唄：高田浩吉
挿入歌：「旅のチャリンコ娘」作詞：西條八十 作曲：上原げんと 唄：美空ひばり
- 編集：相良久
- 装置：中村良三
- 装飾：清水喜助
- 衣裳：三好勝子
- 技髪：木村喜右ェ門
- 結髪：木村よし子
- 監督助手：倉橋良介・楢崎雅夫
- 特殊撮影：滝花吟一
- 殺陣：土佐竜児
- 進行：久保友次

## キャスト
- お釈迦の金太郎：高田浩吉
- ちゃっかりお夏：美空ひばり
- お万：勝浦千浪
- お千：野辺かほる
- お百：飯田蝶子
- お百の恋人：左卜全
- 新兵衛：日守新一
- 銀次：青山宏
- 浜千鳥の文吉：明石潮
- お咲：花森ユキ
- 荒木又兵衛：澤村國太郎
- 清水の次郎長：近江十四郎
- 森の石松：三井弘次
- 大政：田中謙三
- 小政：中田耕二
- 鬼吉：生方功
- 坊主：田中啓介
- おそめ：林玉緒（中村玉緒）
- 久松：中村又一（伏見扇太郎）
- 駿河屋の平助：南泰介
- 飲み屋の女：谷鈴子
- 都田の吉兵衛：大友富右衛門
- 女中のお梅：村上記代
- 妙光寺三郎
- 加藤芳樹
- 井上晴夫
- ヤサカ俊夫
- 園田健三
- 毛利二郎
- 小林立美
- 宮嶋安芸男
- 宮崎逸夫
- 松井光三郎
- 中原伸
- 曽呂利進
- 立花広二
- 宮武要
- 高原進
- 三島清志
- 鈴木稔
- 蓑和田敏
- 滝隆二
- 二葉和子
- 三笠輝子
- 内堀徳子
- 桧敦子
- 清水保雄
- 阪本正寿